# Bere Bay
Bere Bay är en vik i Kanada.   Den ligger i territoriet Nunavut, i den norra delen av landet, 3 600 km norr om huvudstaden Ottawa.
Trakten runt Bere Bay består i huvudsak av gräsmarker. Trakten runt Bere Bay är nära nog obefolkad, med mindre än två invånare per kvadratkilometer.